# Constantin P. Olănescu
Constantin P. Olănescu (n. 1845, București – d. 14 mai 1928, București) a fost un inginer, politician și ministru român, membru în Partidul Conservator.

## Legături externe
- http://www.agir.ro/univers-ingineresc/constantin_p._olanescu_(1844___1928)militant_pentru_recunoasterea_legala_a_corpului_tehnic_2097.html%5Bnefuncțională%5D